# Luka Šulić
Luka Šulić (Maribor, 25 agosto 1987) è un violoncellista sloveno.

## Biografia
Šulić proviene da una famiglia di musicisti di Isola e Ragusa. Inizia la sua educazione musicale a soli 5 anni nella sua città natia, dove il suo primo insegnante è proprio suo padre, violoncellista anche lui. Altri membri della sua famiglia hanno legami con la musica classica.
Per migliorare la sua tecnica frequenta l'Accademia Musicale di Zagabria. I suoi studi proseguono successivamente a Vienna e nella prestigiosa Royal Academy of Music di Londra.
Nel 2000 e nel 2003 vince il Concorso Nazionale di Lubiana.
Nel 2004  si aggiudica il primo premio al Concorso Internazionale Alpe-Adria che si tiene a Gorizia.
Il musicista comincia a viaggiare per il mondo in Europa, Sud America, Giappone alternando rappresentazioni da repertorio classico solista, musica da camera fino a rappresentare in pubblico esecuzioni più moderne. Nel 2006 vince a Bratislava il primo premio al concorso New Talent all'Unione europea di radiodiffusione.  Tre anni più tardi, nel 2009, vince il primo premio speciale al violoncello al VII Concorso Internazionale Lutosławski a Varsavia.
Nel 2011 si esibisce alla Wigmore Hall di Londra vincendo il premio Royal Academy of Music Award Patrono.
Oltre alla Wigmore Hall, Šulić si esibisce in altri prestigiosi teatri e sale da concerto come il Concertgebouw di Amsterdam, il Musikverein e il Konzerthaus di Vienna. Come solista, è stato accompagnato da orchestre quali l'Orchestra Filarmonica di Varsavia, la Deutsche Radio Philharmonie, l'Australian Chamber Orchestra, e l'Orchestra Sinfonica Russa.

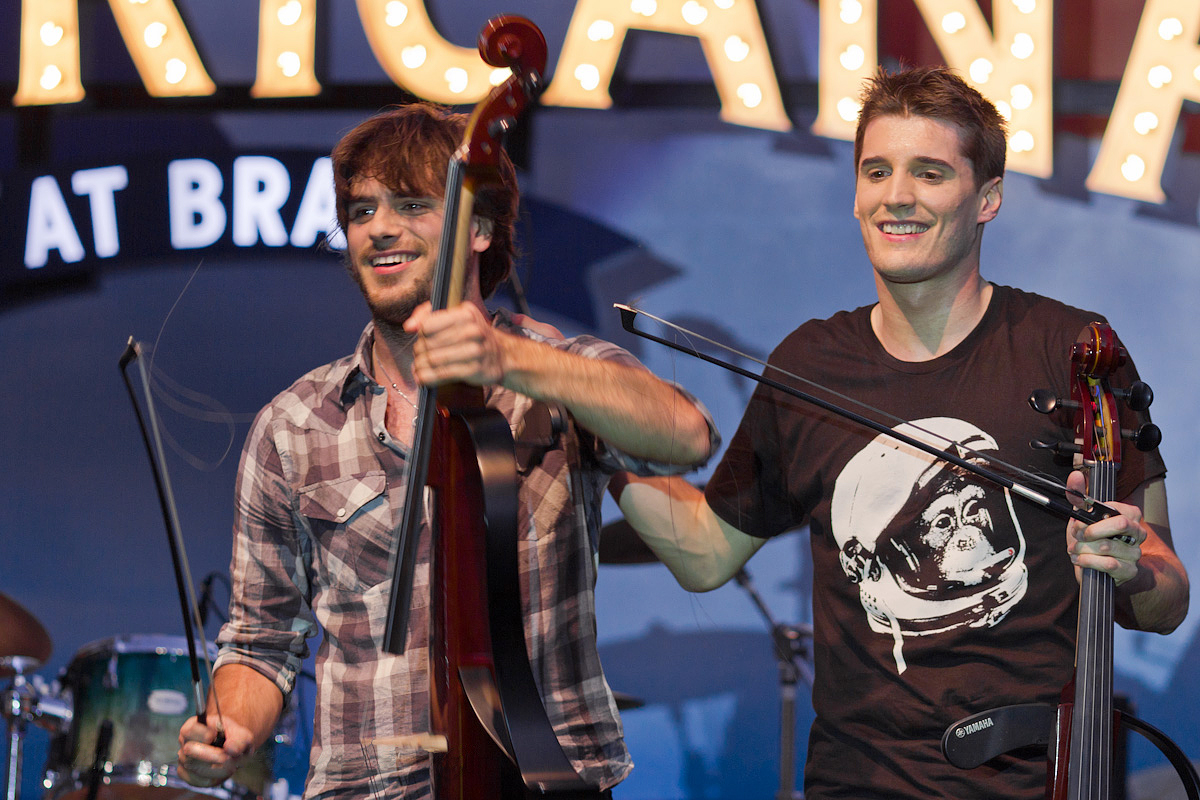
I 2Cellos: da sinistra Stjepan Hauser e Luka Šulić - California (Stati Uniti), 4 agosto 2011

Tra i suoi accompagnatori nelle esibizioni da musica da camera vi sono Radovan Vlatkovic, Richard Tognetti, Henri Sigfridsson e Boris Berezovsky.
Sempre nel 2011, fonda con il suo amico e collega Stjepan Hauser il duo di violoncellisti 2Cellos. I due musicisti arrangiano brani di musica contemporanea suonandoli con i soli due violoncelli proponendo un repertorio che spazia da Michael Jackson, Guns N' Roses, Muse.
Nel gennaio 2011 viene pubblicato su YouTube un video in cui Šulić si esibisce con Hauser nel brano di Michael Jackson Smooth Criminal. La loro esecuzione non passa inosservata e viene notata anche da sir Elton John che li invita ad unirsi al suo gruppo e ad esibirsi con lui nel tour mondiale del 2011, comprese le uniche tre date italiane dello stesso anno: il 12 luglio a Villa Contarini di Padova, il 13 luglio all'Auditorium Parco della Musica di Roma e il 14 luglio in Piazza Napoleone di Lucca. Con Hauser incide il suo primo album intitolato 2Cellos in cui sono raccolti brani come Welcome to the Jungle (Guns N' Roses),  brano di cui è stato girato anche un video musicale, e naturalmente Smooth Criminal. Il disco è stato pubblicato il 14 giugno 2011 sotto etichetta Sony Music.